# اس‌تی‌اس-۱۱۵
اس‌تی‌اس-۱۱۵ (انگلیسی: STS-115) یکی از ماموریت‌های برنامه شاتل‌های فضایی بود که در تاریخ ۹ سپتامبر ۲۰۰۶ از پایگاه فضایی کندی به مقصد ایستگاه فضایی بین‌المللی پرتاب شد. این مأموریت توسط شاتل آتلانتیس انجام گرفت و بخشی از پروژه مونتاژ ایستگاه فضایی بین‌المللی بود. همچنین این مأموریت نخستین پرواز شاتل برای مونتاژ ایستگاه فضایی پس از فاجعه شاتل کلمبیا بود.